# Polska na zimowych światowych wojskowych igrzyskach sportowych
Polacy uczestniczą od 2010 roku w międzynarodowych, multidyscyplinarnych zawodach organizowanych przez Międzynarodową Radę Sportu Wojskowego (CISM) dla sportowców-żołnierzy  w ramach zimowych igrzysk wojskowych w interwale czteroletnim. 
Reprezentacja Wojska Polskiego podczas zimowych igrzysk wojskowych, które odbyły się w dniach od 20 do 25 marca 2010  we włoskim regionie Dolina Aosty liczyła 8 zawodników (biathlonistów - 4 kobiety i 4 mężczyzn). Polacy w swoim debiucie wystartowali w dwóch dyscyplinach w biathlonie oraz w patrolu wojskowym, zdobyli dwa złote i jeden brązowy medal. W klasyfikacji medalowej zajęli 7. miejsce.

## Edycje zimowych igrzysk wojskowych
| Edycja | Data                      | Miejscowość                | Kraj    | Ilość dyscyplin | Liczba Polaków |
| ------ | ------------------------- | -------------------------- | ------- | --------------- | -------------- |
| 1.     | 20-25.03.2010 (szczegóły) | Dolina Aosty               | Włochy  | 7               | 8              |
| 2.     | 25-29.03.2013 (szczegóły) | Annecy i Chamonix          | Francja | 8               |                |
| 3.     | 20-25.03.2017 (szczegóły) | Soczi                      | Rosja   | 7               | 0              |
| 4.     | 25-29.03.2021 (szczegóły) | Berchtesgaden i Ruhpolding | Niemcy  | planowane       |                |

## Zdobyte medale

### Medale zdobyte na zimowych igrzyskach
| Medale zdobyte dla Polski wg igrzysk wojskowych | Medale zdobyte dla Polski wg igrzysk wojskowych | Medale zdobyte dla Polski wg igrzysk wojskowych | Medale zdobyte dla Polski wg igrzysk wojskowych | Medale zdobyte dla Polski wg igrzysk wojskowych | Medale zdobyte dla Polski wg igrzysk wojskowych | Medale zdobyte dla Polski wg igrzysk wojskowych |
| ----------------------------------------------- | ----------------------------------------------- | ----------------------------------------------- | ----------------------------------------------- | ----------------------------------------------- | ----------------------------------------------- | ----------------------------------------------- |
| Edycja                                          | Rok oraz gospodarz igrzysk                      | Pozycja medalowa                                | Razem                                           | Złoto                                           | Srebro                                          | Brąz                                            |
|                                                 |                                                 |                                                 |                                                 |                                                 |                                                 |                                                 |
| 1.                                              | 2010, Dolina Aosty                              | 7                                               | 3                                               | 2                                               | 0                                               | 1                                               |
| 2.                                              | 2013, Annecy i Chamonix                         | 15                                              | 0                                               | 0                                               | 0                                               | 0                                               |
| 3.                                              | 2017, Soczi                                     | –                                               | -                                               | -                                               | -                                               | -                                               |
| 4.                                              | 2021, Berchtesgaden i Ruhpolding                |                                                 |                                                 |                                                 |                                                 |                                                 |
| Ogółem                                          | Ogółem                                          |                                                 | 3                                               | 2                                               | 0                                               | 1                                               |

### Podział medali wg dyscyplin
| 1 | Biathlon        | 2 | 2 | 0 | 0 | 0 | 0 | 0 | 2 | 0 | 0 |
| 2 | Patrol wojskowy | 1 | 0 | 0 | 1 | 0 | 0 | 0 | 0 | 0 | 1 |
|   | Ogółem          | 3 | 2 | 0 | 1 | 0 | 0 | 0 | 2 | 0 | 1 |

### Polscy multimedaliści zimowych igrzysk wojskowych
Tabela przedstawia polskich sportowców, którzy zdobyli co najmniej dwa medale, w tym jeden złoty. Wzięte zostały pod uwagę wszystkie zdobyte medale – w konkurencjach indywidualnych i drużynowych. Przy ustalaniu kolejności najpierw uwzględniono liczbę złotych medali, później srebrnych, a na końcu brązowych. W przypadku, gdy dwoje zawodników uzyskało taką samą liczbę medali, najpierw wzięto pod uwagę rok zdobycia pierwszego medalu, a następnie porządek alfabetyczny.
| Imię i Nazwisko   | Dyscyplina / ny            | Lata | Złoto | Srebro | Brąz | Razem |
| ----------------- | -------------------------- | ---- | ----- | ------ | ---- | ----- |
| Krystyna Pałka    | Biathlon i patrol wojskowy | 2010 | 2     | 0      | 1    | 3     |
| Paulina Bobak     | Biathlon i patrol wojskowy | 2010 | 1     | 0      | 1    | 2     |
| Magdalena Gwizdoń | Biathlon i patrol wojskowy | 2010 | 1     | 0      | 1    | 2     |
| Karolina Pitoń    | Biathlon i patrol wojskowy | 2010 | 1     | 0      | 1    | 2     |